# Шомар
Шомар (фр. Chaumard) насеље је и општина у источном делу централне Француске у региону Бургоња, у департману Нијевр која припада префектури Шато Шенон (град).
По подацима из 2011. године у општини је живело 210 становника, а густина насељености је износила 13,0 становника/km². Општина се простире на површини од 16,15 km². Налази се на средњој надморској висини од 375 метара (максималној 597 m, а минималној 277 m).

## Демографија
| 1962. | 1968. | 1975. | 1982. | 1990. | 1999. | 2011. |
| ----- | ----- | ----- | ----- | ----- | ----- | ----- |
| 369   | 345   | 304   | 263   | 238   | 217   | 210   |

График промене броја становника у току последњих година